# 阮朝

大南
大南 (ベトナム語)

国歌: 登壇宮
(英語:  "The Emperor Mounts His Throne")
安南大国画図（1838年）

阮朝（げんちょう、グエンちょう、ベトナム語：Nhà Nguyễn / 茹阮）は、1802年から1945年にかけて存在したベトナムの王朝である。1887年10月17日から1945年3月10日にかけて、フランス領インドシナの一部としてフランスの支配下にあった。
都は順化（トゥアンホア）、富春（フースアン、現在のフエ市キンタイン地域）。国号ははじめ越南（ベトナム語：Việt Nam / 越南）であったが、明命20年（1839年）に大南（ベトナム語：Đại Nam / 大南）と改めた。

## 歴史

### 前史
阮朝の初代皇帝の嘉隆帝（阮福映、グエン・フク・アイン）は、後黎朝大越中興期（中興黎朝、後期黎朝）に現在の南中部を支配していた地方勢力、広南阮氏（阮氏広南国）の出身である。
後黎朝中興期の帝室は実権を失い、北河（東京）を支配する鄭氏（鄭主）と、南の広南阮氏（阮主）という二大勢力が分立し、両者は𤅷江を境として対峙していた。
1771年、西山（タイソン、現在のビンディン省タイソン県）で阮岳・阮侶・阮恵の三兄弟に率いられた西山党の乱が勃発した。
広南阮氏が鎮圧に手間取る中、これを好機と見た北河の鄭森は大挙して軍を南下させ、1774年に本拠地富春が陥落し、当主阮福淳は南部に脱出した。西山三兄弟は表向きは鄭氏に従い、広南阮氏残党の討伐を行った。1777年には南部の嘉定（ザーディン、ベトナム語：Gia Định / 嘉定、現在のホーチミン市）が陥落し、阮福淳の甥である阮福映を除くほとんどの王族が殺害されて広南阮氏は滅亡した。

### 建国
広南阮氏の滅亡により、後黎朝は名目上は鄭氏の権勢の下に統一された（「皇黎一統」）が、実際には広南阮氏の旧領は西山三兄弟が占有しており、南北対立の構図は変わらなかった。1787年、西山阮氏末弟の阮恵が鄭氏を倒すと歸仁（クイニョン）の阮岳は皇帝を名乗って西山朝（対内的国号は大越、対外的国号は安南のまま）を樹立したが、清の救援を得た後黎朝復興勢力を滅ぼす戦いの中で、長兄と対立しつつあった阮恵もまた富春で皇帝を名乗った。結局、西山朝の南北（歸仁・富春）両朝廷もまた対峙・抗争に突入した。
1777年以後、シャムに亡命していた阮福映は、シャム王やフランス人宣教師のアドラン司教ピニョーらの支援を受け、粘り強く西山朝への反撃を継続していたが、西山朝の内紛を衝き、10年の戦いの後に西山朝を打倒した。1802年に都を中部北方の富春に定め、広南阮氏を再興、元号を嘉隆とした（この元号は南の嘉定の「嘉」と北の昇隆の「隆」を統合した象徴とされる）。1804年には清の嘉慶帝から越南国王に封じられ、越南（ベトナム）国を正式の国号とした、阮朝は最初清に「南越」（南に越の国がある。この国は大きくて、南の天下を支配している）号を求めたが、嘉慶帝からは「越南」（中国のはるか南方の僻地に越がある。さらにその南方にある国である）という国号を与えられた。「南越」という国号に阮朝の領土的野心を警戒したという見方もある。
阮朝は清に朝貢を行って形式上従属したが、国内の諸民族や周辺諸国に対しては皇帝を称し、独自の元号を用い、「承天興運」を国是として、小中華帝国を築き上げた。国号・国是と元号は国内の公文書の冒頭に必ず記載された。

### 初期の政治体制と政情
阮朝は現在のベトナム社会主義共和国にほぼ等しい領域を支配した最初の統一王朝だった。それゆえに当初は性急な集権化を行わず、現在のハノイを中心とした北圻には北城総鎮を、嘉定を中心とした南圻（仏領コーチシナに相当する地域）に嘉定城総鎮をそれぞれ置いて大幅な自治権を認めた。
阮朝は、自国のことを「中国」（チュンクォック、ベトナム語：Trung Quốc / 中國）と呼び、世界の中心に位置すると称して、自国と清は兄弟であり対等の国家と見なしていた。そして北にある清を「北朝」、自国を「南朝」と呼んだ。阮朝の君主は、清と同じ「皇帝」「天子」の称号を用い、清以外の国（フランスやイギリス、シャムなど）と自国の民に対しては「大南国大皇帝」を称した。しかし大南国大皇帝の使節は清の皇帝の前では「越南国王」の代理人として朝貢した。カンボジア、ラオス、ビルマなどが軍事援助を求めて使節を送ってくると、阮朝はその使節を自国の徳を慕ってやって来た「属国」とみなし、自国が「中国」であることを正当化した。阮朝は、これらの「属国」に囲まれた優越感と宗主意識を持っていた。
1815年に嘉隆律例が発布され、清を基範とした制度が導入された。第2代皇帝の明命帝（在位：1820-1841）の治世、特に1830年代に入ると清の制度に倣った中央集権化が推進され、科挙制度や省区分の地方制度が整備された。このような集権化政策は北部・南部双方で反発を招き、北部では後黎朝の皇孫を称する黎維良の乱、南部では嘉定城総鎮であった黎文悦の養子黎文𠐤による反乱（1833年 - 1835年）など、大規模な反乱に繋がった。また対外的には建国の際に後ろ盾となったシャムとの関係が悪化し、カンボジアやラオスをめぐって泥沼の戦争状態となった。内乱は鎮定できたものの、カンボジア・ラオスの情勢は基本的にシャム側有利に推移し、版図は最大に達したものの国は大いに疲弊し、その痛手から回復できないままフランスの侵攻を受けることとなる。
産業革命を経験したヨーロッパでは通商貿易の拡大を求めアジア市場に進出、17世紀初めには通商を求める使者が訪問している。阮朝成立直後の1804年、イギリス使節J・W・ロバーツが通商関係の改善を求めて沱㶞に来航し、1832年にはアメリカ合衆国からの使節も来航しているが、これを拒絶している。西山朝との戦いの際にピニョーらの支援を受けていたため、当初はフランス人を優遇し、キリスト教を保護していた。功臣の黎文悦もキリスト教徒であった。1799年のピニョーの死後、フランス革命やナポレオン戦争の影響で、しばらく越仏間の交渉がなかった。ナポレオン戦争終了後、フランスは通商関係を求めて越南に使者を派遣している。嘉隆帝は建国の功績を認めフランス人を優遇していたが、通商要求に対しては一貫して拒否していた。1815年の嘉隆律例発布以来、儒教的な統治を理想とするようになった阮朝は、祖先崇拝を否定するキリスト教に違和感を有するようになった。
1820年に明命帝が即位すると清のものに基づいた支配体制が整備され、儒教の比重が高まるにつれて排外的な傾向が現れるようになった。キリスト教を禁止して弾圧が実施され、排外政策に転じた。さらにフランス人も冷遇するようになり、次第にフランス人に対する優遇措置も認められなくなって越仏関係を悪化させた。1824年には建国の際の功績者であるフランス人ジャン＝バティスト・シェニョー（阮文勝）が帰国を命じられた。1826年には開国を求めるフランス軍艦の艦長との引見を拒否、同年にはシェニョーの甥ウジェーヌ・シェニョー（Eugène Chaigneau）が領事資格で訪越したがこれも拒否し、越仏の公的関係は一時中断した。黎文𠐤の乱で多くのキリスト教徒が多数参加していたことからキリスト教への弾圧が激しくなり、1836年にはピエール・デュムーラン＝ボリーら7名のヨーロッパ人宣教師が逮捕され、1838年に処刑された。数百の教会が破壊され、弾圧を恐れた数万の民衆が山野に逃れている。その後、アヘン戦争によるヨーロッパ諸国の軍事力に恐懼した阮朝は、キリスト教への弾圧を緩和した。
1834年には第一次泰越戦争の結果、カンボジアのトンレサップ湖以南の地域を支配下に置き史上最大の版図を記録した。
1841年に即位した紹治帝の治世になると、投獄していた宣教師をフランス軍艦に引き渡している。しかし、頑なな鎖国政策に変更はなく、1847年に来航したフランス軍艦が国書の伝達を請求したが、これを拒否。さらに海上防備を固め、ついにはフランス軍艦の砲撃が開始され、沱㶞港で大南艦船5隻が撃沈される武力衝突に発展した（ダナンの戦い）。この武力衝突は阮朝の態度を硬化させた。
1847年に即位した嗣徳帝はキリスト教弾圧を強化、1851年から1857年にかけてフランス、スペイン人宣教師を斬首刑に処した。フランス皇帝ナポレオン3世は1857年にシャルル・ド・モンティニーを派遣し、事態の善後策を協議するものの交渉は失敗。外交交渉での解決を断念したフランスは、スペインと連合して大南への武力侵攻を決意した。

### フランスとの抗争
1858年8月、沱㶞はシャルル・リゴー・ド・ジェヌイ提督率いる仏西連合軍の侵攻を受け、9月1日に占拠された（コーチシナ戦争、1858年-1862年）。その後、西貢川を遡行した連合軍によって嘉定城も陥落、1859年2月に西貢（サイゴン、現在のホーチミン市第一区、第二区）を占領した連合軍は根拠地を沱㶞から移した。これに対して大南軍も反撃したが、フランス軍は1861年には美湫（ミトー）・嘉定を、1862年には辺和（ビエンホア）・巴地（バリア）に続いて永隆（ヴィンロン）を占領した。当時、北圻で発生した飢饉とそれに続く反乱などもあり、南方の西貢より穀倉庫としての北圻の確保を優先した阮朝は、フランス軍との講和交渉を行い、潘清簡と林維浹を西貢に派遣し、1862年6月に壬戌条約（第1次サイゴン条約）を締結した。この条約により大南は国内のキリスト教布教の自由を認め、南圻（コーシャンシーヌ）東部三省（辺和・嘉定・定祥（現在のティエンザン省周辺））及び崑崙島をフランスに割譲するとともに、10年年賦で2千万フランの戦費賠償金を支払うことが定められた。
南圻東部三省を獲得したフランスはメコン河を遡上し四川へ至る水路の調査を着手した。しかしメコン河中流域はカンボジア領内を通過しており、その地域での主導権掌握を企図したフランスは、カンボジア国内の内訌を利用して1864年にカンボジアを保護国とすることに成功する。しかしカンボジア国内ではシャムの支援を受けた反乱が続いており、この反対勢力を排除するために南圻西部三省の割譲を大南に迫った。嗣徳帝がこの割譲要求を拒否するとフランス軍は1867年に西部三省への軍事侵攻を開始、南圻全省をその支配下に収めた。
南圻の植民地化に成功したフランスは、メコン河を利用した清への通商ルート開発を推進した。詳細な調査が行われた結果、メコン河中流は現在のラオス・カンボジア国境地帯を中心に急流および岩礁が存在し、通商路として利用することは困難であった。このため、代替案として、東京から紅河を遡上して雲南へ至る通商路に注目した。
この時期の阮朝では反乱が頻発し、また、太平天国の系統を引く呉亜終の軍団が侵入するなど、弱体化が進んでいた。1873年4月、一介のフランス商人デュピュイによる外交問題がたまたま発生。原因は紅河航行に関することであったが、コーチシナ総督デュプレは11月、事件調査を名目に海軍大尉フランシス・ガルニエを河内に派遣した。しかし、フランス人の紅河交通を要求するフランス側と、それを拒否する大南側の交渉は決裂、ガルニエは武力行使に及び、1873年に河内を占拠した。しかし12月には河内奪還を目指す黒旗軍が反撃し、フランス軍を撃退している。
当時のフランスは普仏戦争の敗戦処理に忙殺されており、総督府のインドシナでの拡張方針に反対の姿勢を示した政府はデュプレに北圻攻略中止の訓令を発令した。そして戦後処理の講和会議が開かれ、1874年3月に第2次サイゴン条約（甲戌条約）が締結された。この条約によりフランスは大南の主権を確認すると同時に武器の供与や技術者の派遣を約束、また大南は南圻六省におけるフランスの主権を承認し、施耐及び寧海（現在のハイフォン）を開港することが定められ、懸案であった紅河の通行権をフランスに対し認めている。
1882年末、紅河を遡行していたフランス人が老街（ラオカイ）で黒旗軍に阻止される事件が発生した。コーチシナ総督ル・ミル・ド・ヴィレルは甲戌条約違反を問責するためアンリ・リヴィエール海軍大佐を河内に派遣した。河内に到着したリヴィエールは外交交渉を無益と判断し直ちに軍事行動に着手、河内を占拠した。嗣徳帝の救援要請を受けた清は北圻に出兵（清仏戦争）、黒旗軍も山西（ソンタイ）を拠点としてフランス軍と対峙した。黒旗軍がフランス軍を撃破、リヴィエールを戦死させると、この敗戦を受けたフランス政府は大南への遠征軍を派遣することを決定し、大南とフランスの間での緊張が一気に高まった。フランスは大南の都城である順化攻略を決定、1883年に順化の外港である順安（フアン）を攻略（トンキン戦争、1883年6月 - 1886年4月）、そのまま順化への進撃を開始した。
対外的危機を迎えた阮朝で7月20日に嗣徳帝が崩御すると、やむを得ず遺詔で甥の育徳帝を後継者に指名した。阮朝の実権を掌握していた阮文祥と尊室説により、7月23日、慈裕太皇太后の命で育徳帝は後継者の地位を剥奪され、代わって嗣徳帝の弟の協和帝が擁立された。これ以後、「三宮」（ベトナム語：Tam Cung / 三宮）と呼ばれる慈裕太后・儷天英皇后・学妃の三人の后妃と阮文祥・尊室説による皇帝の廃立が続いた。
阮朝は抵抗することができずに講和を要請し、8月25日に癸未条約（第一次フエ条約、アルマン条約）が締結された。この条約で大南はフランスの保護国となり、中圻（アンナン）は従来通り阮朝による統治を認めるが、北圻（トンキン）にはフランス理事官を設置することとなった。協和帝は阮文祥・尊室説の両名を排除してフランスに接近しようとしたが、慈裕太后の命で逆に両者により捕縛され、反対した陳践誠も8月18日に殺害された。11月29日に廃位された協和帝が毒殺され、甥の建福帝が擁立された。1884年6月6日には甲申条約（第二次フエ条約、パルノートル条約）が締結され、ここに至り大南はフランスの支配下に入ることとなり、フランスとの抗争が終結した。
建福帝は、性淫を好む性格から阮文祥と養母の学妃とが密通していることに気付き、彼らを処罰しようとしたが、7月31日に在位僅か八ヶ月で学妃に毒殺された。嗣徳帝の崩御後1年足らずで4人もの皇帝が即位する異常事態に阮朝内部での混乱が続くこととなり、建福帝の弟である咸宜帝が即位した。フランスが清仏戦争に勝利し、1885年6月に清との間に天津条約を締結。清が大南のフランス保護領化を承認し、大南に対する宗主権を放棄した。7月5日（咸宜元年5月23日）、フランスの高圧的な態度に反発した尊室説は対仏クーデター（勤王運動）を起こし、順化のフランス駐屯軍及び在留フランス人を襲撃してフランス勢力の一掃を企てた。フランス軍は直ちに反撃を開始し宮城を占拠した（「失守京都」）。尊室説は咸宜帝を擁して北方の広平省に逃れ、フランス勢力に対抗すべく檄文を各地に発した。フランスは咸宜帝の順化帰還と尊室説の逮捕に努めたが、山間部で対抗する両者を捕捉することができず、9月にはフランスは咸宜帝の廃位を一方的に宣言し、代わってその兄の同慶帝を擁立した。阮文祥は捕えられてコンダオ諸島、タヒチ島に流刑となり、翌1886年に死去した。
その後もフランスに対する蜂起は続いたが、近代的な装備を持つフランス軍の前に敗北していく。広平の奥地で抵抗を続けた咸宜帝も、1888年11月にフランス軍に捕えられてアルジェリアに配流され、尊室説は清へ亡命した。その後も潘廷逢（ファン・ディン・フン）や黄花探（ホアン・ホア・タム）による抵抗が続いたが、それらも19世紀末にはほぼ鎮圧され、フランスによる全面的な統治時代を迎えることとなった。

### 終焉
フランスによる全土統治が開始された後、阮朝は司法・行政権の他に典礼、恩赦、勲章授与など、名目的な権限のみを与えられていた。こうした状況の中、それまでの武力闘争による阮朝扶翼から、ヨーロッパの先進的な文物、思想を学び近代化を図る必要性が唱えられ、日本留学による近代化を図る潘佩珠（ファン・ボイ・チャウ）らの東遊運動に発展した。これらの運動は次第に急進的な民族運動へと発展していき、フランス当局の圧力を受けるようになった。
1914年に勃発した第一次世界大戦は、停滞していた阮朝内部にも大きな影響を与えた。大戦の影響によりフランス軍の防衛力が低下したことから維新帝を擁しての反仏クーデターが計画されたが、計画は事前に露見し維新帝はレユニオン島に流され、代わって同慶帝の長男の啓定帝が即位した。
1925年に啓定帝の崩御により保大帝が即位したが、その即位の際に皇帝の司法・行政権がフランスへ帰属することとなった。フランスに留学していた保大帝は1932年に帰国し立憲的な政治改革を目指したが保守派の抵抗により断念した。
日中戦争が激化すると、日本軍は大南から蔣介石率いる国民政府への輸送ルート（いわゆる援蔣ルート）を遮断すべく、フランス領インドシナに進駐した（仏印進駐）。日本軍が駐屯を続ける中、フランス領インドシナ政府による統治も継続された。1945年3月11日、日本軍はインドシナ政府の武力制圧作戦を発動（明号作戦）、保大帝はフランスからの独立を宣言した（ベトナム帝国）。しかし、まもなく訪れた日本の敗戦により、社会主義勢力主導のベトナム八月革命が起こり、8月30日には順化の皇宮で退位式典を行い保大帝は退位、ここに143年に及ぶ阮朝は滅亡することとなった。保大帝はベトナム国元首を経て1955年にフランスへ亡命し、以降一族はフランスに居住している。

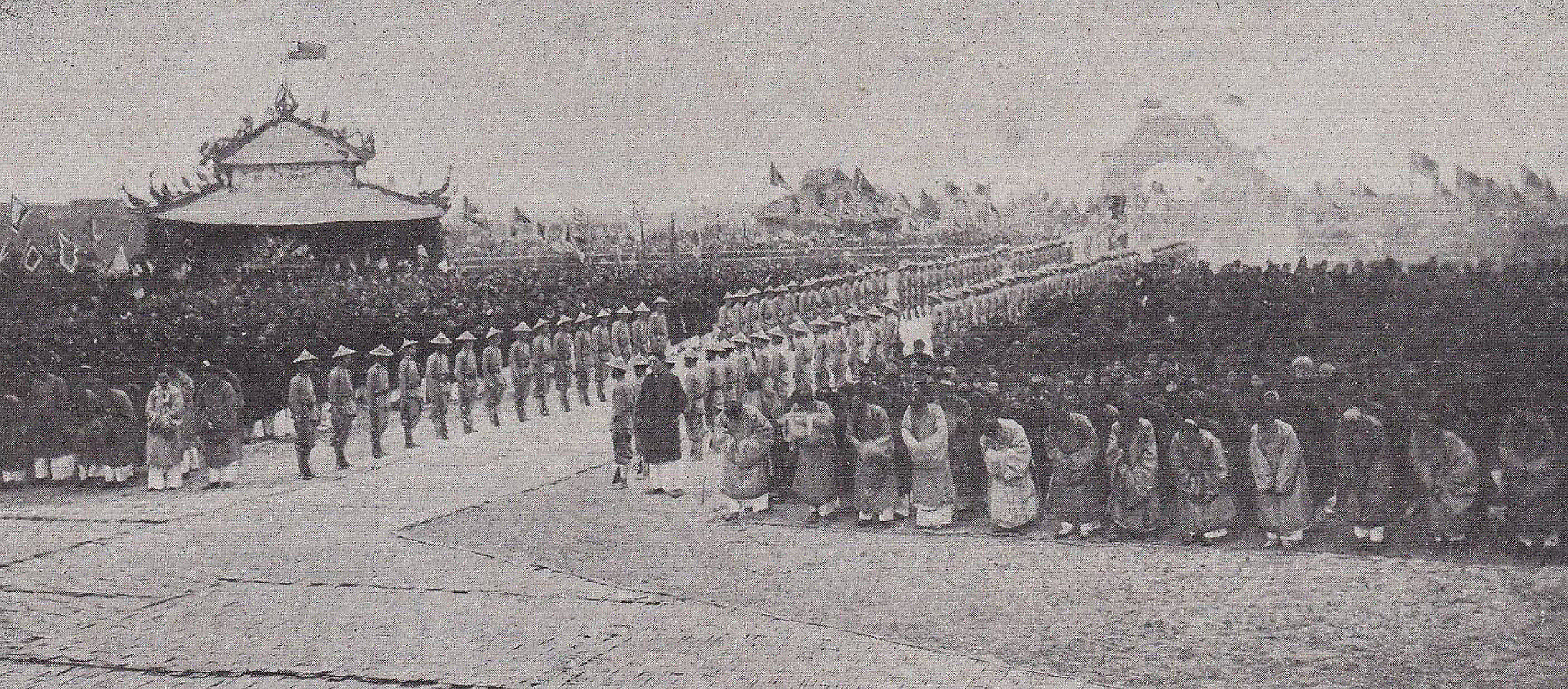
保大帝は、10月17日（1932年11月4日）にタンホアの王朝の祖先の墓に巡礼した。

## 歴代皇帝
阮朝は一世一元の制を採用していたため、皇帝はその元号を冠した通称で呼ばれる。現代ベトナム語では「帝」をつけず元号のみで呼ぶ。
皇族の諱は、明命帝が1823年に定めた「御製命名册」によって決められていた。「御製命名册」は五言絶句の形式で、皇帝の諱を定めた「日字部二十」（「暶時昇昊明 昪昭晃晙晪 智暄暕晅㬏 晊晢曣曦㫟」）と、支派（「帝系」および「親藩世系」）ごとに定められた一字目（世代を示す輩行字）及び二字目の部首から成り立っていた。たとえば「帝系」は「綿洪膺宝永、保貴定隆長、賢能堪継述、世瑞国嘉昌」の二十字から成り立ち、「綿」の世代は宀部、「洪」は人部、「膺」が示部、「宝」が山部、「永」が玉部と指定されていた。即位した新帝はすぐ正殿太和殿に昇り、金製の「御製命名册」原本を開き、自らの諱を選んで改名することになっており、それまでの諱は字とした。なお「福」の字は姓の一部ではなく、広南阮氏全体を表す諱の一字であるが、通例皇族が名乗る場合には省略されることが多い。
| 代数 | 廟号 | 諡号         | 称号   | 元号                                       | 姓+諱                       | 姓+字（即位前の諱）                                               | 在位            |
| ---- | ---- | ------------ | ------ | ------------------------------------------ | --------------------------- | ----------------------------------------------------------------- | --------------- |
| 1    | 世祖 | 高皇帝       | 嘉隆帝 | 嘉隆（かりゅう / ザーロン / Gia Long）     | 阮福映（Nguyễn Phúc Ánh）   | ‐                                                                 | 1802年 - 1819年 |
| 2    | 聖祖 | 仁皇帝       | 明命帝 | 明命（めいめい / ミンマン / Minh Mạng）    | 阮福晈（Nguyễn Phúc Kiểu）  | ‐                                                                 | 1819年 - 1840年 |
| 3    | 憲祖 | 章皇帝       | 紹治帝 | 紹治（しょうち / ティエウチ / Thiệu Trị）  | 阮福暶（Nguyễn Phúc Tuyền） | 阮福綿宗（Nguyễn Phúc Miên Tông）                                 | 1840年 - 1847年 |
| 4    | 翼宗 | 英皇帝       | 嗣徳帝 | 嗣徳（しとく / トゥドゥク / Tự Ðức）       | 阮福時（Nguyễn Phúc Thì）   | 阮福洪任（Nguyễn Phúc Hồng Nhậm）                                 | 1847年 - 1883年 |
| 5    | 恭宗 | 恵皇帝       | 育徳帝 | -                                          | -                           | 阮福膺𩡤（Nguyễn Phúc Ưng Ái） 阮福膺禛（Nguyễn Phúc Ưng Chân）   | 1883年          |
| 6    |      | （文朗郡王） | 協和帝 | 協和（きょうわ / ヒエプホア / Hiệp Hoà）   | 阮福昇（Nguyễn Phúc Thăng） | 阮福洪佚（Nguyễn Phúc Hồng Dật）                                  | 1883年          |
| 7    | 簡宗 | 毅皇帝       | 建福帝 | 建福（けんふく / キエンフク / Kiến Phúc）  | 阮福昊（Nguyễn Phúc Hạo）   | 阮福膺登（Nguyễn Phúc Ưng Đăng） 阮福膺祜（Nguyễn Phúc Ưng Hỗ）   | 1883年 - 1884年 |
| 8    |      | （出帝）     | 咸宜帝 | 咸宜（かんぎ / ハムギ / Hàm Nghi）         | 阮福明（Nguyễn Phúc Minh）  | 阮福膺（Nguyễn Phúc Ưng Lịch）                                    | 1884年 - 1885年 |
| 9    | 景宗 | 純皇帝       | 同慶帝 | 同慶（どうけい / ドンカイン / Ðồng Khánh） | 阮福昪（Nguyễn Phúc Biện）  | 阮福膺豉（Nguyễn Phúc Ưng Thị） 阮福膺禟（Nguyễn Phúc Ưng Đường） | 1885年 - 1888年 |
| 10   |      | （懐沢公）   | 成泰帝 | 成泰（せいたい / タインタイ / Thành Thái） | 阮福昭（Nguyễn Phúc Chiêu） | 阮福宝嶙（Nguyễn Phúc Bửu Lân）                                   | 1888年 - 1907年 |
| 11   |      |              | 維新帝 | 維新（いしん / ズイタン / Duy Tân）        | 阮福晃（Nguyễn Phúc Hoảng） | 阮福永珊（Nguyễn Phúc Vĩnh San）                                  | 1907年 - 1916年 |
| 12   | 弘宗 | 宣皇帝       | 啓定帝 | 啓定（けいてい / カイディン / Khải Ðịnh）  | 阮福晙（Nguyễn Phúc Tuấn）  | 阮福宝嶹（Nguyễn Phúc Bửu Đảo）                                   | 1916年 - 1925年 |
| 13   |      |              | 保大帝 | 保大（ほだい / バオダイ / Bảo Ðại）        | 阮福晪（Nguyễn Phúc Thiển） | 阮福永瑞（Nguyễn Phúc Vĩnh Thụy）                                 | 1925年 - 1945年 |